# Pseudoromicia nyanza
Pseudoromicia nyanza (Monadjem, Patterson, Webala & Demos, 2021) è un pipistrello della famiglia dei Vespertilionidi endemico del Kenya.

## Descrizione

### Dimensioni
Pipistrello di piccole dimensioni, con la lunghezza totale tra 79 e 89 mm, la lunghezza dell'avambraccio tra 29 e 33 mm, la lunghezza della coda tra 30 e 38 mm, la lunghezza del piede tra 7 e 9 mm, la lunghezza delle orecchie tra 11 e 13 mm e un peso fino a 8,3 g.

### Aspetto
Le parti dorsali sono marroni, mentre quelle ventrali sono bianche con la base più scure. Le orecchie sono corte e arrotondate, il trago ha il margine esterno ricurvo. Le membrane alari sono biancastre.

### Ecolocazione
Emette ultrasuoni con frequenza di picco tra 56,4 e 39,3 kHz.

## Biologia

### Alimentazione
Si nutre di insetti.

## Distribuzione e habitat
Questa specie è diffusa tra il Lago Vittoria e la città di Kisumu, in Kenya.
Vive probabilmente ai margini forestali.

## Conservazione
Questa specie, essendo stata scoperta solo recentemente, non è stata sottoposta ancora a nessun criterio di conservazione.